# Stylolejeunea
Stylolejeunea là một chi rêu trong họ Lejeuneaceae.